# Ione Butler
Ione May Butler (* 1985 in London, Vereinigtes Königreich) ist eine britische Schauspielerin, Synchronsprecherin und Moderatorin.

## Leben
Die im Londoner Stadtteil Lambeth geborene Ione Butler ist die Tochter einer Engländerin und eines von den Bahamas stammenden Vaters. Sie wuchs im Londoner Stadtteil Southall auf. Sie besuchte von 2002 bis 2004 die BRIT School und von 2005 bis 2008 das Rose Bruford College und erlangte ihren Bachelor of Arts Hons in Schauspiel. Nach ihrem Abschluss tourte sie als Mitglied einer Theatergruppe in über 20 Städte in ganz Großbritannien. 2015 wirkte sie im Musikvideo zum Lied I Am Not Black, You Are Not White des Sängers Prince Ea mit. Im Folgejahr arbeitete sie im Musikvideo zum Lied Love erneut mit dem Interpreten zusammen. Für das Niantic-Computerspiel Ingress fungierte sie in über 125 Episoden des Formats The Ingress Report als Moderatorin. Dadurch erlangte sie die Hauptrolle der Leslie „Lizzy“ Hogan im Low-Budget-Tierhorrorfilm Zoombies – Der Tag der Tiere ist da!.
Bereits zum Ende ihres Studiums 2008 erhielt sie eine Rolle im Kurzfilm Shadow Observers. In den nächsten Jahren folgten für Butler weitere Rollen in einer Reihe von Kurzfilmen. 2012 wirkte sie in einer Episode der Fernsehserie King Bachelor’s Pad und 2014 in einer Episode der Fernsehserie Web Army mit. Im selben Jahr war sie außerdem in einer Episode der Fernsehdokuserie Mein peinlicher Sex-Unfall zu sehen. Weitere Episodenrollen übernahm sie unter anderen 2015 in jeweils einer Episode der Serien CSI: Cyber und Millennial Love. 2016 wirkte sie im Kurzfilm You Are Not Your Mind als Schauspielerin, Drehbuchautorin, Editorin, Regisseurin und Produzentin mit. 2021 mimte sie im Blockbuster Black Widow eine der Widows, eine weibliche Spezialeinheit, gedrillt für Spionage- und Auftragsmordmissionen. 2022 war sie in einer Episode der Fernsehserie Walker zu sehen.

## Filmografie (Auswahl)
- 2008: Shadow Observers (Kurzfilm)
- 2011: L Is for Lala
- 2012: The Adored
- 2012: King Bachelor's Pad (Fernsehserie, Episode 2x08)
- 2012: Letting Yourself Grow (Kurzfilm)
- 2012: Tag/Feed/Like/Hate (Kurzfilm)
- 2013: The Witness (Kurzfilm)
- 2013: Comedian (Kurzfilm)
- 2013: Kings and Beggars (Kurzfilm)
- 2014: Web Army (Fernsehserie, Episode 1x01)
- 2014: Mein peinlicher Sex-Unfall (Sex Sent Me to the ER, Fernsehdokuserie, Episode 1x18)
- 2014: The Genesis (Kurzfilm)
- 2015: Girlfriend Guy (Fernsehserie)
- 2015: CSI: Cyber (Fernsehserie, Episode 2x01)
- 2015: Millennial Love (Fernsehserie, Episode 1x04)
- 2016: Book Worms (Kurzfilm)
- 2016: You Are Not Your Mind (Kurzfilm)
- 2016: Zoombies – Der Tag der Tiere ist da! (Zoombies)
- 2016: Shibari (Kurzfilm)
- 2017: It Happened One Valentine's
- 2017: Biotechnic (Kurzfilm)
- 2018: Dirty Dead Con Men
- 2018: Professor Dario Bava (Fernsehfilm)
- 2019: Face Swap (Kurzfilm)
- 2020: Toby's Big Adventure
- 2021: Black Widow
- 2021: Callback (Kurzfilm)
- 2022: Walker (Fernsehserie, Episode 2x08)

## Synchronisationen (Auswahl)
- 2016: Escape from the Zoombies (Computerspiel)
- 2017: Starblood Arena (Computerspiel)
- 2017: Wireless (Animationsfilm)
- 2019: The Honeymoon Phase
- 2021: Call of Duty: Vanguard (Computerspiel)